# روس تشيفر
روس تشيفر (بالإيطالية: Ross Cheever؛ بالإنجليزية: Ross Cheever) هو مهندس إيطالي وأمريكي، ولد في 12 أبريل 1964 في روما في إيطاليا.

## وصلات خارجية
- روس تشيفر على موقع Racing-Reference.info (الإنجليزية)
- روس تشيفر على موقع DriverDB.com (الإنجليزية)